# Стівен Сігал
Сті́вен Фре́дерик Сі́гал (англ. Steven Frederic Seagal; нар. 10 квітня 1952, Лансинг, Мічиган, США) — американський актор, письменник та спецпредставник МЗС РФ по гуманітарним зв'язкам. Режисер, продюсер, співак, майстер айкідо (чорний пояс, 7-й дан), майстер дзюдо (чорний пояс, 2-й дан). Дебютував у кіно в 1988 у фільмі «Над законом». Був одружений тричі та має 7 дітей.
Має російське громадянство. Фігурант бази даних центру «Миротворець» як особа, що становить загрозу національній безпеці України і міжнародному правопорядку.
Підтримує політику президента РФ Володимира Путіна.
В 2022 році підтримав вторгнення Росії проти України.

## Життєпис
Приблизно у віці 11 років почав цікавитися бойовими мистецтвами. Так він потрапив у додзьо, де навчався під проводом майстра Ішисаки. Окрім айкідо володіє дзюдо (2 дан) кендо (4 дан) та хапкідо (5 дан).У 1971 він поїхав до Японії, щоб там вивчати айкідо, а також працювати з практиками дзен та буддизмом.

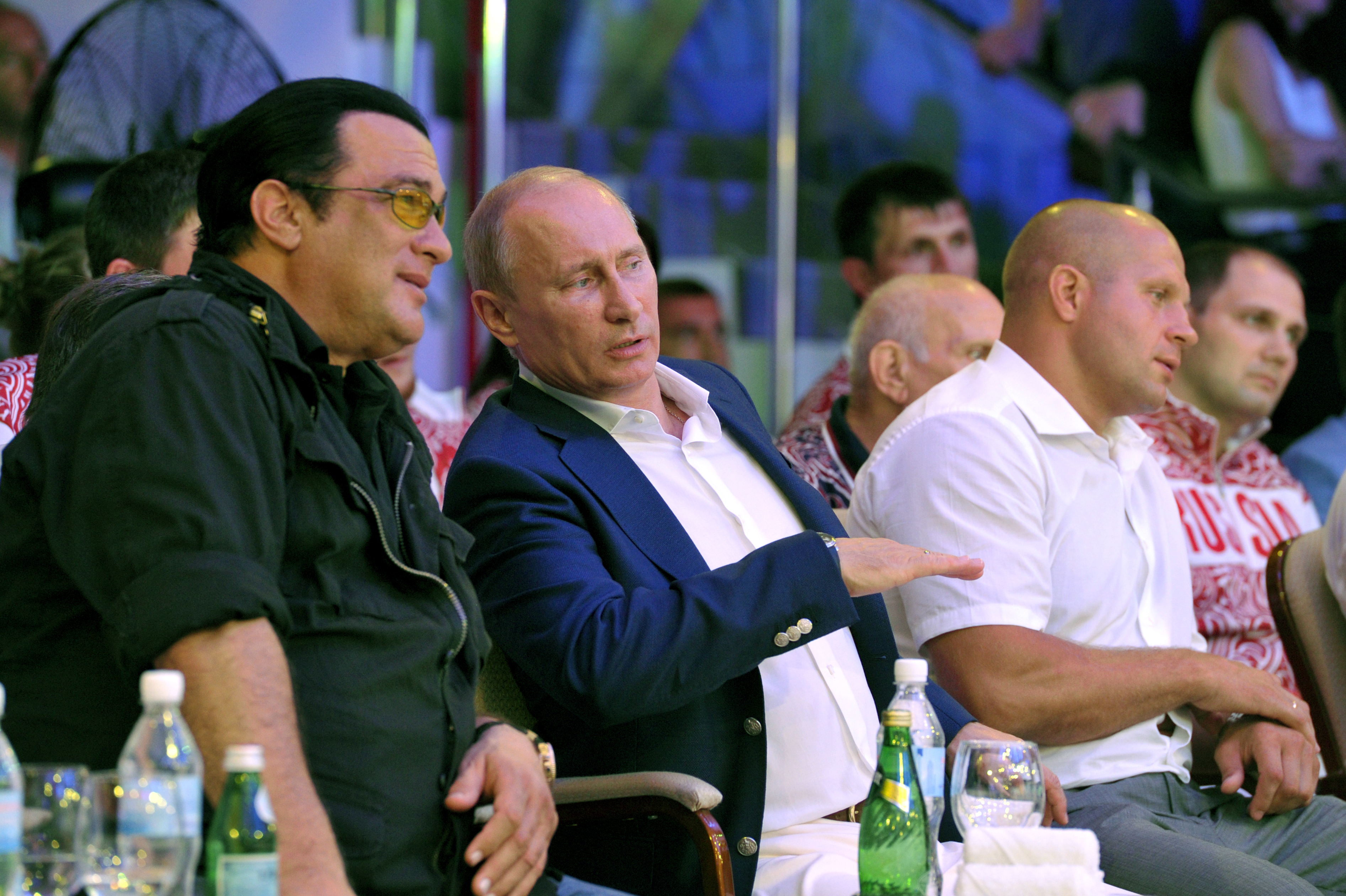
Сігал і Путін, 11 серпня 2012

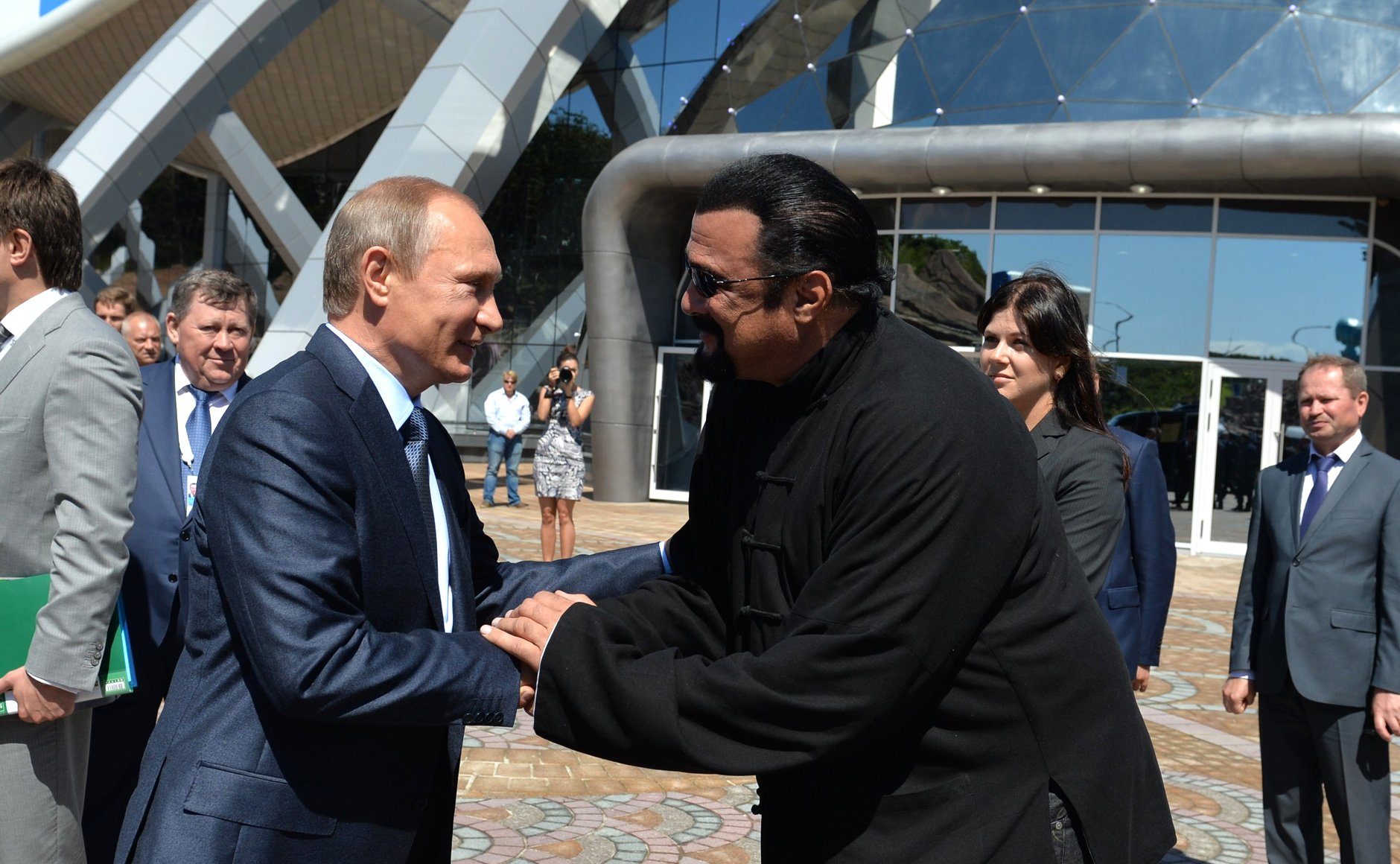
Сігал і Путін, 4 вересня 2015

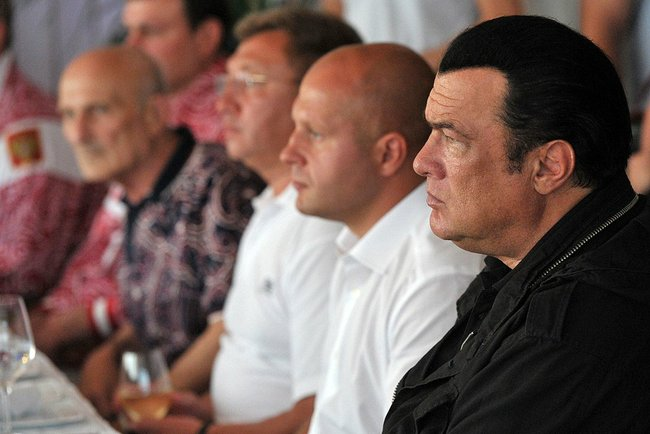
Сігал під час зустрічі Путіним Олімпійської збірної Росії із дзюдо, 11 серпня 2012

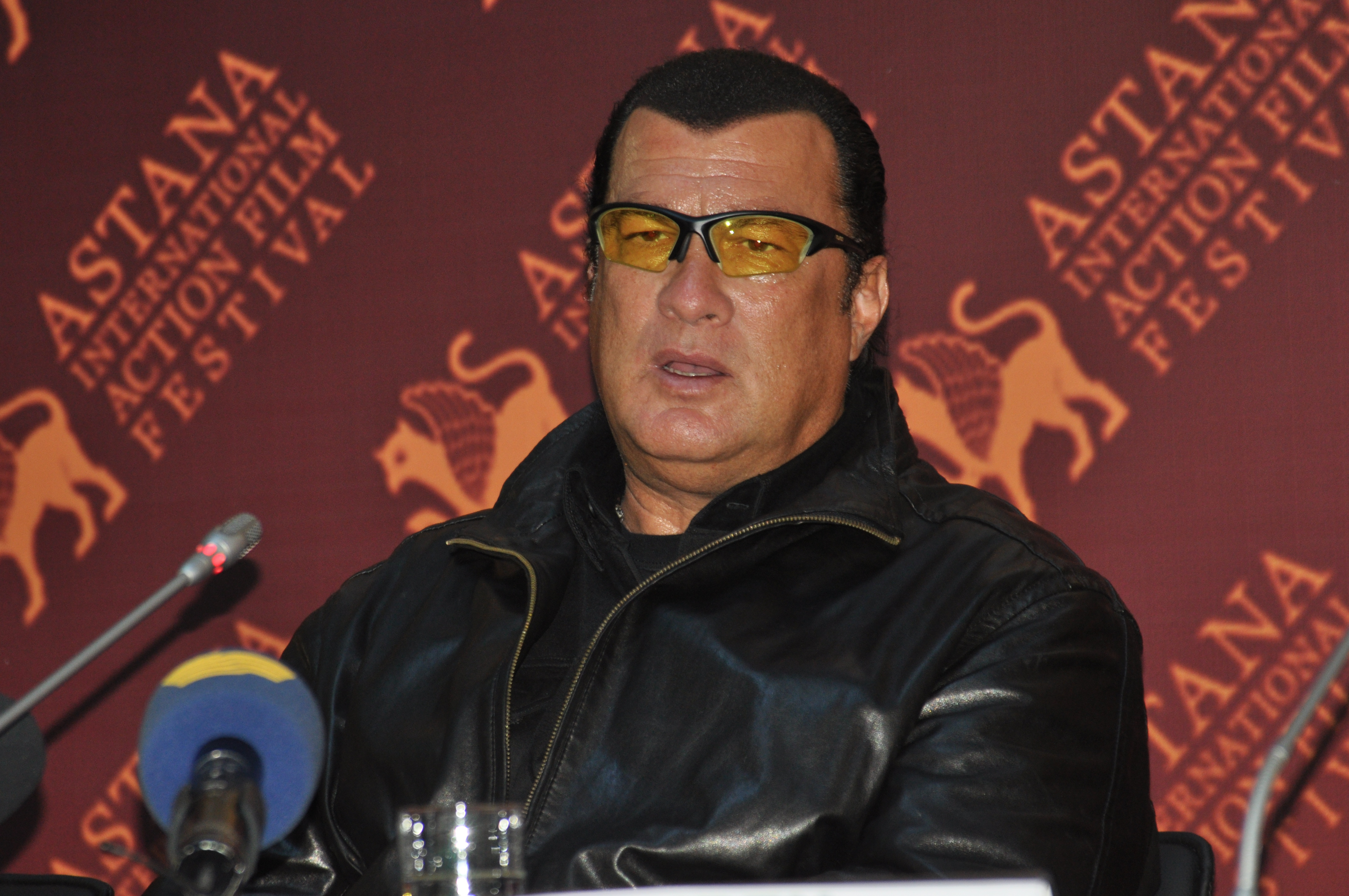

Влітку 1974 отримав 1-й дан від Коїчі Тохея.
У 1975 одружився й відкрив свій власний клуб в Осаці в районі Дзюсо, що зажив поганої слави, бо вважався за місце, яке контролювала якудза, японська мафія. Свій клуб він назвав «Тен Сін», що перекладається як «Божественна Воля». Стівен Сігал був першим чужоземцем, хто відкрив клуб японського бойового мистецтва в Японії. Конкуренти намагалися заборонити йому викладати айкідо, через те, що він не був японцем за національністю.
Тренуючись у таких майстрів айкідо, як Коїті Тохея, Абе-сенсея, Кео, Ісоями, він швидко прогресував і отримав 5-й дан. Після того, як він став головним інструктором Тен Сін Додзьо, він отримав 6-й дан Айкікай. Сігал також є священиком секти Омото-кьо, що її філософією захоплювався Моріхей Уесіба.

На початку 80-х Сігал повернувся до Штатів і там у місті Лос-Анжелес заснував свою школу. Згодом його додзьо був перенесений у західний Голлівуд, за адресою бульвар Санта-Моніка, 8508, де й було знято початкову сцену фільму «Над законом».
Під час своєї поїздки до Японії в 1985 познайомився там зі своєю другою дружиною Келлі Леброк, з якою одружився у 1987.
Серед учнів Сігала — Майкл Овіц, Шон Коннері та росіянин Олександр Смірнов. Перший частково профінансував кінопроби Сігала на його перший фільм. За словами Сігала, він там грав самого себе. Багато сцен фільму є автобіографічними. На телебаченні свій шлях почав із відомого шоу «Суботнього вечора у прямому ефірі».
У листопаді 1992 «Тен Сін Додзьо» переїхав на попереднє місце — бульвар Націонал, Лос-Анджелес, Каліфорнія. У цьому додзьо нині навчає Сігалів учень — Харуо Мацуока.
У колах айкідо Стівен Сігал має ім'я Таке Сігемучі («шлях до процвітання»).
9 травня 2015 року Сігал був глядачем на параді Перемоги на Красній Площі у Москві.
12 січня 2016 року Сігал став почесним громадянином Сербії.

## Політичні погляди
Сігал відомий проросійськими поглядами — він підтримує політику Володимира Путіна щодо Грузії та України (зокрема, анексію Криму та так звану ДНР) і вважає американські ЗМІ упередженими щодо Росії. Сігал також відомий поїздкою до Чечні на особисте запрошення Рамзана Кадирова та відвідинами байкерського шоу в Севастополі, де він виконував блюзові пісні (за словами Залдостанова, він мав також виконати куплет з «гімну Донецька» (sic!), але цього не відбулося) і отримав футболку з портретом Путіна в подарунок.
Є активним прибічником путінського режиму, незаконно відвідував анексований Росією Крим. Фігурант бази даних центру «Миротворець» як особа, що становить загрозу національній безпеці України і міжнародному правопорядку.
3 листопада 2016 року Путін підписав наказ про надання Сігалу громандянства Російської Федерації. У червні 2021 року вступив до кремлівської політичної партії «Справедлива Росія — Патріоти — За правду».
27 квітня 2017 року СБУ повідомила, що відповідно до ч. 1 ст. 13 Закону України «Про правовий статус іноземців та осіб без громадянства» та ст. 7 Закону України «Про основи національної безпеки України» Стівену Сігалу на 5 років заборонили в'їжджати на територію України.
Згідно з наказом № 921 Міністерства культури України «Про доповнення (оновлення) переліку осіб, які створюють загрозу національній безпеці…» від 20 вересня 2017 року Стівена Сігала внесено до «Переліку осіб, які створюють загрозу національній безпеці України».

### Підтримка окупації України
9 серпня 2022 року в супроводі представників окупаційної адміністрації та російської влади відвідав Оленівський СІЗО, де відбулося масове вбивство українських військовополонених, для збирання матеріалів майбутнього документального фільму, що має виправдати російську агресію та воєнні злочини бойовиків збройних сил РФ.
14 березня 2022 року відвідав перший конгрес Міжнародного руху русофілів (фр. Mouvement International Russophiles).
У травні 2024 року Стівен Сігал заявив про підтримку російської війни і звинуватив захід що той «разв'язав і фінансує війну» і «використовує при цьому методи геббельсівської пропаганди».

### «Від гвинта!»
Підтримка Сігалом політики Путіна не сподобалося естонським митцям. Відомий ще з радянських часів естонський співак Тиніс Мягі розгорнув кампанію проти запланованого виступу Сігала з власною групою «Blues Band» на фестивалі «Augustibluus» в Естонії: « — Чому одним з головних виконавців фестивалю „Augustibluus“ обрали американського музиканта і продюсера Стівена Сігала, який публічно підтримує режим і політику Володимира Путіна щодо української кризи? Це абсолютно незрозуміло, невже мужики взагалі не стежать за подіями у світі?» За його словами, запрошення в країну виконавця, який підтримує політику президента РФ, у нинішній нестабільний час є провокацією. Звернення Мягі підтримав ряд естонських музикантів і діячів культури. Проти концерту американця також виступив міністр закордонних справ Урмас Пает. «Організатори важливих і авторитетних культурних заходів могли б краще відчувати настрої в суспільстві», — підкреслив він. У результаті концерт Сігала в Естонії скасували.

## UFC
Стівен Сігал з 2010 року став тренувати бразильських бійців, саме в підготовці Андерсона Сілви до першого поєдинку з Чолом Сонненом (17-13-1). Пізніше з Ліоте Мачідой (19-3), після якого в нокаутах, побували суперник Мачіди Ренді Кутюр (19-11) і тодішній претендент на пояс в середній вазі Вітор Белфорт (23-10).

## Скандали

### Звинувачення у зґвалтуванні
12 січня 2018 року Реджина Саймонс звинуватила Стівена Сігала у жорстокому побитті та зґвалтуванні.

### Приховування інформації про бізнес заради уникнення санкцій
У серпні 2020 року преса з'ясувала, що Сігал зареєстрував будівельну компанію разом із членом Ради федерації Росії від Тамбовської області Олександром Бабаковим, який перебуває в санкційному списку Міністерства фінансів США. А за два тижні після реєстрації актор перереєстрував фірму щоб приховати зв'язок із російським політиком, оскільки у США це загрожувало Стівену штрафом у мільйон доларів або тюремним ув'язненням.

## Фільмографія

### Ролі в кіно

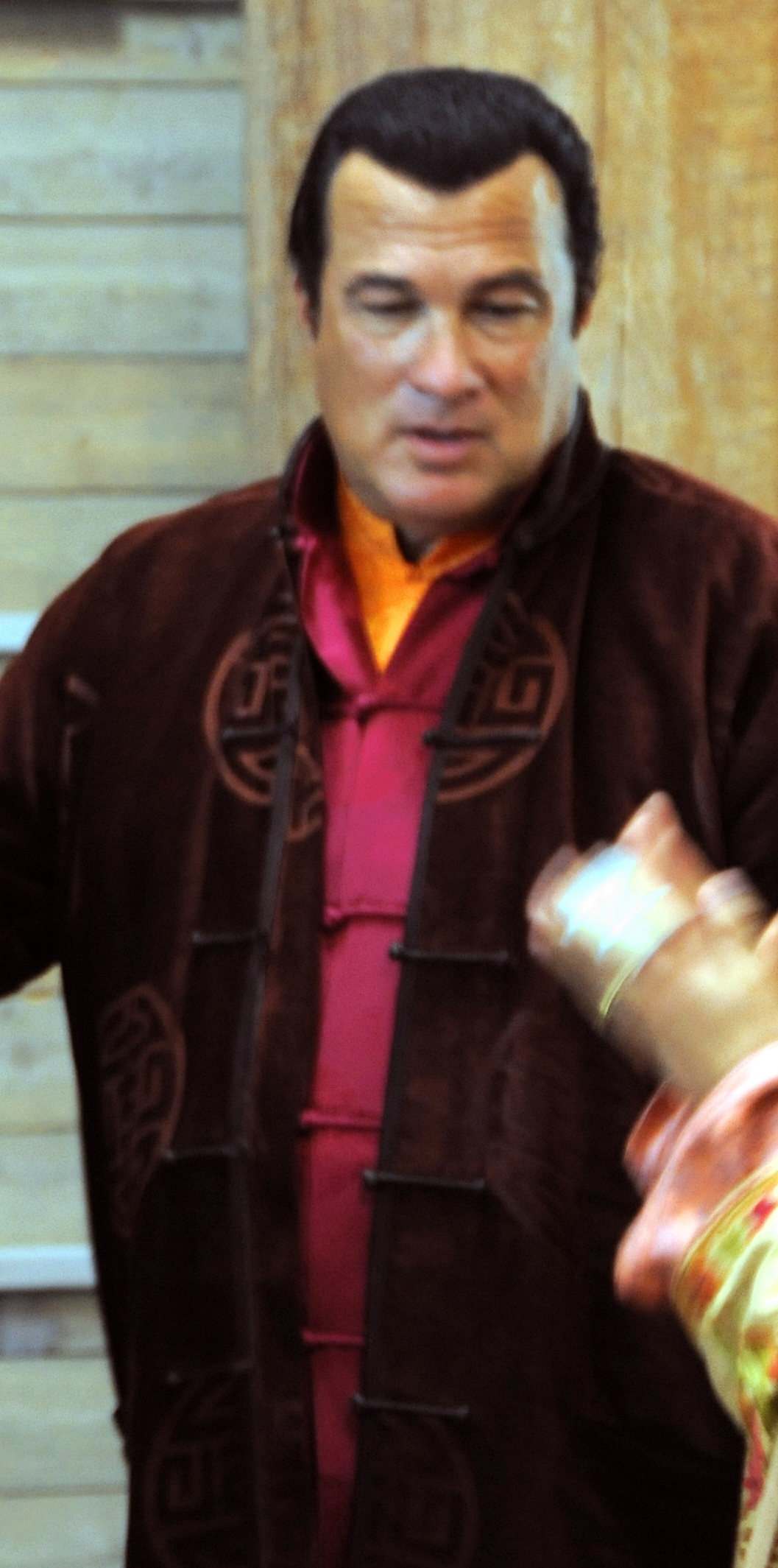
Сігал у 2008 р.

| Рік  | Українська назва                | Оригінальна назва             | Персонаж                         |
| ---- | ------------------------------- | ----------------------------- | -------------------------------- |
| 1988 | «Над законом»                   | Above the Law                 | Ніко Тоскані                     |
| 1989 | «Усупереч смерті»               | Hard to Kill                  | Мейсон Сторм                     |
| 1990 | «Приречений на смерть»          | Marked for Death              | Джон Хетчер                      |
| 1990 |                                 | Celebrity Guide to Wine       |                                  |
| 1991 | «В ім'я справедливості»         | Out for Justice               | Детектив Джино Феліно            |
| 1992 | «В облозі»                      | Under Siege                   | Кейси Райбек                     |
| 1994 | «В зоні смертельної небезпеки»  | On Deadly Ground              | Форест Тафт                      |
| 1995 | «В облозі 2: Темна територія»   | Under Siege 2: Dark Territory | Кейси Райбек                     |
| 1996 | «Наказано знищити»              | Executive Decision            | Полковник Остин Трейвіс          |
| 1996 | «Блискавичний»                  | Glimmer Man, The              | Лейтенант Джек Коул              |
| 1997 | «Вогонь з пекла»                | Fire Down Below               | Джек Тагерт                      |
| 1998 | «Патріот»                       | Patriot, The                  | Доктор Веслі МакКларен           |
| 2001 | «Наскрізні поранення»           | Exit Wounds                   | Детектив Орин Бойд               |
| 2001 | «Годинниковий механізм»         | Ticker                        | Френк Глас                       |
| 2002 | «Ні живий, ні мертвий»          | Half Past Dead                | Саша Петросевич                  |
| 2003 | «Чужоземець»                    | Foreigner, The                | Джонатан Колд                    |
| 2003 | «В ім'я помсти»                 | Out for a Kill                | Професор археології Тревіс Бернс |
| 2003 | «Полювання на звіра»            | Belly of the Beast            | Джек Гопер                       |
| 2004 | «Король клітки»                 | Clementine                    | Джек Мілер                       |
| 2004 | «Поза досяжністю»               | Out of Reach                  | Білі Рей Лесинг                  |
| 2005 | «Тінь якудза»                   | Into the Sun                  | Агент ЦРУ Тревіс Гантер          |
| 2005 | «На глибині»                    | Submerged                     | Крис Коді                        |
| 2005 | «Сьогодні ти помреш»            | Today You Die                 | Харлін Бенкс                     |
| 2005 | «Чужоземець 2: Чорний світанок» | Black Dawn                    | Джонатан Колд                    |
| 2006 | «Найманець»                     | Mercenary for Justice         | Джон Сигер                       |
| 2006 | «Людина-тінь»                   | Shadow Man                    | Джек Фостер                      |
| 2006 | «Надмірне насильство»           | Attack Force                  | Маршал Лосон                     |
| 2007 | «Лютий політ»                   | Flight of Fury                | Джон Сендс                       |
| 2007 | «Міське правосуддя»             | Urban Justice                 | Симон                            |
| 2008 | «Цибулеві новини»               | The Onion Movie               | Кок Пунчер                       |
| 2008 | «Картковий борг»                | Pistol Whipped                | Мет                              |
| 2008 | «Точка вбивства»                | Killing Point                 | Детектив Джейкоб Кінг            |
| 2008 | «Принц пістолетів»              | Prince of Pistols             | Джон Принц                       |
| 2009 | «Руслан»                        | Driven to kill                | Руслан Драчев                    |
| 2009 | «Охоронець»                     | The Keeper                    | Роланд Саллінджер                |
| 2009 | «Небезпечна людина»             | A Dangerous Man               | Шейн Деніелс                     |
| 2010 | «Мачете»                        | Machete                       | Роджеліо Торрес                  |
| 2010 | «Народжений перемагати»         | Born to Raise Hell            | Роберт Семюелс                   |
| 2010 | «Справжнє правосуддя»           | True Justice                  | Елайджа Кейн                     |
| 2012 | «Максимальний строк»            | Maximum Conviction            | Том Стілі                        |
| 2015 | «Відпущення гріхів»             |                               |                                  |

### Продюсер
| Рік  | Українська назва               | Оригінальна назва             |
| ---- | ------------------------------ | ----------------------------- |
| 1988 | «Над законом»                  | Above the Law                 |
| 1990 | «Приречений на смерть»         | Marked for Death              |
| 1991 | «В ім'я справедливості»        | Out for Justice               |
| 1992 | «В облозі»                     | Under Siege                   |
| 1994 | «В зоні смертельної небезпеки» | On Deadly Ground              |
| 1995 | «В облозі 2: Темна територія»  | Under Siege 2: Dark Territory |
| 1996 | «Блискавичний»                 | Glimmer Man, The              |
| 1997 | «Вогонь з пекла»               | Fire Down Below               |
| 1998 | «Патріот»                      | Patriot, The                  |
| 1998 | «Тусовка»                      | Not Even the Trees            |
| 2000 | «Принц Центрального парку»     | Prince of Central Park        |
| 2002 | «Ні живий, ні мертвий»         | Half Past Dead                |
| 2003 | «Іноземець»                    | Foreigner, The                |
| 2003 | «В ім'я помсти»                | Out for a Kill                |
| 2003 | «Полювання на звіра»           | Belly of the Beast            |
| 2004 | «Поза досяжністю»              | Out of Reach                  |
| 2005 | «Тінь якудза»                  | Into the Sun                  |
| 2005 | «На глибині»                   | Submerged                     |
| 2005 | «Сьогодні ти помреш»           | Today You Die                 |
| 2005 | «Загін „Дракон“»               | Maang lung                    |
| 2005 | «Іноземець 2: Чорний світанок» | Black Dawn                    |
| 2006 | «Найманець»                    | Mercenary for Justice         |
| 2006 | «Людина-тінь»                  | Shadow Man                    |
| 2006 | «Надмірне насильство»          | Attack Force                  |
| 2007 | «Лютий політ»                  | Flight of Fury                |
| 2007 | «Міське правосуддя»            | Urban Justice                 |
| 2008 | «Точка вбивства»               | Killing Point                 |
| 2008 | «Принц пістолетів»             | Prince of Pistols             |

### Сценарист
| Рік  | Українська назва      | Оригінальна назва     |
| ---- | --------------------- | --------------------- |
| 1988 | «Над законом»         | Above the Law         |
| 2003 | «Полювання на звіра»  | Belly of the Beast    |
| 2005 | «Тінь якудза»         | Into the Sun          |
| 2006 | «Найманець»           | Mercenary for Justice |
| 2006 | «Людина-тінь»         | Shadow Man            |
| 2006 | «Надмірне насильство» | Attack Force          |
| 2007 | «Лютий політ»         | Flight of Fury        |
| 2008 | «Точка вбивства»      | Killing Point         |
| 2008 | «Принц пістолетів»    | Prince of Pistols     |

### Режисер
| Рік  | Українська назва               | Оригінальна назва |
| ---- | ------------------------------ | ----------------- |
| 1994 | «В зоні смертельної небезпеки» | On Deadly Ground  |
| 2008 | «Принц пістолетів»             | Prince of Pistols |

### Композитор
| Рік  | Українська назва              | Оригінальна назва             |
| ---- | ----------------------------- | ----------------------------- |
| 1995 | «В облозі 2: Темна територія» | Under Siege 2: Dark Territory |

### Співак
Попри свою успішну акторську діяльність, Стівен Сігал також займається музикою, він грає та співає у жанрах, суміжних з блюзом.
У 2004 та 2006 Стівен видав два альбоми: «Songs From The Crystal Cave» і «Mojo Priest». Альбоми набули великої популярності в Європі, а особливо приязно був зустрітий критиками «Mojo Priest».